# Andrzej Wyszyński (zm. 1695)
Andrzej Wyszyński herbu Grabie (zm. w 1695 roku) – podsędek warszawski w 1672 roku, skarbnik podlaski w latach 1664–1672.
W 1669 roku był elektorem Michała Korybuta Wiśniowieckiego z ziemi warszawskiej.